# 氯化三(乙二胺)合铂(IV)
氯化三(乙二胺)合铂(IV)是一种配位化合物，化学式为[Pt(en)3]Cl4，其中en表示乙二胺。它可由氯铂酸水合物和乙二胺为原料反应制得。它的热稳定性比相应的碘化物或硫氰酸盐高，但差于溴化物。